# The Prankster
The Prankster (deutsch: Der Schelm) ist eine US-amerikanische Filmkomödie aus dem Jahr 2009.

## Handlung
Chris Karas (Matt Angel) ist ein schüchterner, schöner, „einser“ Student und der Sohn eines hart arbeitenden griechischen Auftragnehmers. Und er ist Mitglied der „Prankster“. Die „Prankster“ sind ein Geheimbündnis, das versucht, Ungerechtigkeiten an ihrer Highschool mit meisterhaften Handlungen zu bekämpfen. Er träumt von einem Top-College und umwirbt Mariah Rivera (Veronica Sixtos), die strahlend schöne Herausgeberin der Schülerzeitung. Chris’ Vater ist etwas altmodisch und kann nicht verstehen, dass er mit Mariah zusammen sein will. Bei seinen Aktionen in seiner Gruppe und bei der Entdeckung seiner selbst wird er von seinem Onkel Nick unterstützt.
Chris versucht, der Sprecher bei der Abschlussfeier der Highschool zu werden. Aber er ist nicht allein, da der einschleimende, ordentliche Brad Burris (Devon Werkheiser) das auch gerne möchte. Chris versucht daher, in die Schülerzeitung zu kommen, um seinem Rivalen einen Schritt voraus zu sein. Aber Mariah schreibt nichts. Aber sie ist überrascht und fasziniert von Chris, den sie einst in die Schublade der „NO-GO“ Leute gesteckt hatte.